# Freguesia de São Francisco Xavier

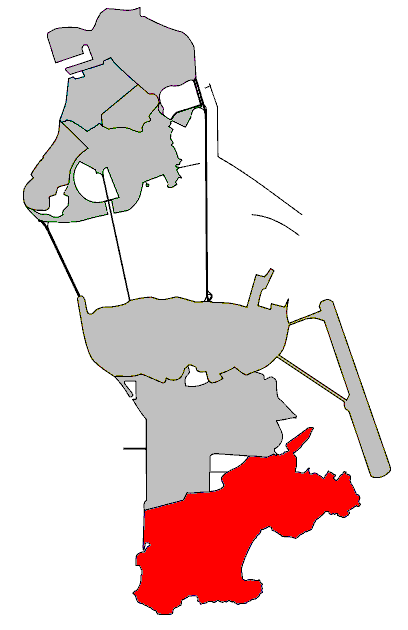
Localisation de la Freguesia Francisco Xavier

La Freguesia de São Francisco Xavier (Macao) est l'une des sept Freguesias de Macao et est située dans le sud-est de la péninsule de Macao. Elle n'a pas de pouvoirs administratifs, mais est reconnue par le gouvernement comme purement symbolique.
Elle couvre la totalité de l'île de Coloane.

## Principaux bâtiments
- Temple de Tam Kung (譚公廟)
- Ancien Temple de Tin Hau (天后古廟)
- Temple de Kun Iam (Ká-Hó) (Ká-Hó)
- Temple de Kun Iam (Coloane)
- Statue d'A-Ma
- Église de Nossa Senhora das Dores
- Chapelle de São Francisco Xavier
- Avenue du cinq octobre
- Plage de Hac-Sá